# Exocentrus parasubfasciatus
Exocentrus parasubfasciatus là một loài bọ cánh cứng trong họ Cerambycidae.